# Diego García de Paredes (militare 1468)
Diego García de Paredes (Trujillo, 30 marzo 1468 – Bologna, 15 febbraio 1534) fu un soldato e duellista spagnolo, nativo di Trujillo in Estremadura, Spagna.

## Biografia
Non guidò mai un esercito né raggiunse il grado di generale, ma fu famoso durante le guerre a cavallo tra XV e XVI secolo, quando la sua abilità permise di ribaltare il risultato di qualche scontro. La sua città natale, che si trova tra Badajoz e Madrid, fu patria di numerosi famosi conquistadores, tra cui la famiglia Pizarro.
Lo stesso Diego combatté da giovane nella guerra di Granada. La sua forza e l'audacia lo misero in mostra durante operazioni fatte da marce notturne, scalate, attacchi a sorpresa e corpo a corpo. L'evento simbolo di questi successi si svolse in Italia, dove andò non in cerca di gloria, ma dopo aver ucciso un parente, Ruy Sanchez de Vargas, in un combattimento di strada, per una lite riguardante un cavallo. Fuggì a Roma, allora controllata dai Borgia.
Diego era un lontano parente del cardinale di Santa Cruz (Carvajal), amico stretto di Papa Alessandro VI, ai tempi in conflitto con i baroni di Romagna. Il papa prese Diego al proprio servizio. Restò al servizio del papa finché non uccise un uomo durante una lite, il che lo obbligò a passare al nemico. A questo punto divenne fedele ai Colonna, che ne apprezzavano le qualità. Le guerre tra Ferdinando II (il re cattolico) e Luigi XII gli garantirono una buona reputazione.
Il generale spagnolo Gonzalo Fernández de Córdoba, che ne conosceva il valore, lo prese al suo servizio, inviandolo in tutte le guerre dell'Italia sulla frontiera della Navarra, e contro i Turchi sul Danubio, fino al 1530. I suoi connazionali lo resero l'eroe di molte storie simili a quelle del Barone di Münchhausen. Si disse che avesse tenuto da solo il controllo di un ponte contro 200 francesi, che avesse fermato la ruota di un mulino ad acqua, e così via. Nel "Breve riassunto" della sua vita, stampato alla fine del testo Crónicas del Gran Capitán, pubblicato nel 1584 ad Alcalá de Henares, egli ammette di essere solo stato una persona molto atletica.
Fu ucciso a Bologna nel 1534. Il suo corpo fu trasportato nella città nativa Trujillo, e sepolto nella chiesa di Santa Maria Mayor nel 1545.

### Matrimonio e discendenza
Diego García de Paredes sposò nel 1517, presso l'Iglesia de Santa María la Mayor di Trujillo, María de Sotomayor. María era figlia di Rodrigo de Orellana, VI signore di Orellana la Vieja e della consorte di questi, Teresa de Meneses, discendente di Alvar García Bejarano, primo signore di Orellana de la Sierra e figlia di Francisco de Meneses, el Santo, personaggio di rilievo nella corte dei Reyes Católicos, e di Elvira de Toledo, figlia del conte di Oropesa.
Il matrimonio fu contrassegnato da screzi e maltrattamenti e la moglie dopo pochi mesi abbandonò il marito, rifugiandosi, in stato di gravidanza, presso il fratello Juan de Orellana nel suo castello di Orellana la Vieja. Qui nacque l'unico figlio della coppia, Sancho de Paredes. 
Diego García de Paredes ebbe inoltre un figlio naturale, riconosciuto, anch'egli chiamato Diego. Diego García de Paredes (Trujillo, Spagna; 1506 – Playa de Catia, Venezuela; 1563) giunse in America nel 1524 e fu fondatore di Trujillo (Venezuela). Comandò le truppe spagnole che uccisero il conquistador ribelle Lope de Aguirre a Barquisimeto (Venezuela).